# Зелена Роща (Славгородський округ)
Зеле́на Ро́ща (рос. Зелёная Роща) — село у складі Славгородського округу Алтайського краю, Росія.

## Населення
Населення — 4 особи (2010; 6 у 2002).
Національний склад (станом на 2002 рік):
- росіяни — 83 %